# 棕舌副獅子魚
棕舌副獅子鱼，为輻鰭魚綱鮋形目杜父魚亞目狮子鱼科的其中一種。分布於南冰洋的羅斯海海域，屬深海底棲性魚類，棲息在水深2273公尺的海域，生活習性不明。